# Помеція
Помеція (італ. Pomezia) — місто та муніципалітет в Італії, у регіоні Лаціо,  метрополійне місто Рим-Столиця.
Помеція розташована на відстані близько 24 км на південь від Рима.
Населення — 62 422 особи (2014).

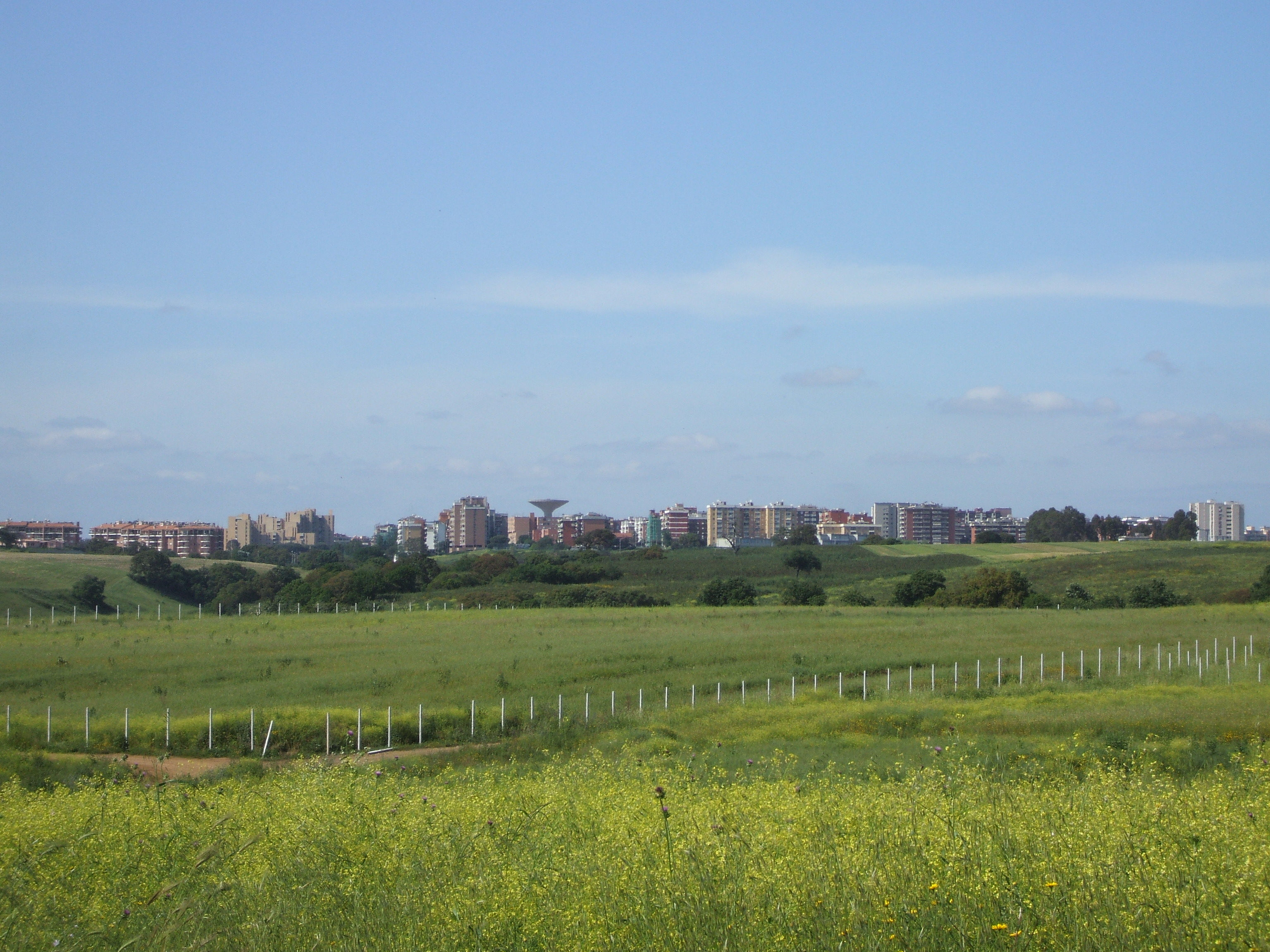

Щорічний фестиваль відбувається 11 липня. Покровитель — San Benedetto da Norcia.

## Демографія
Населення за роками:

Станом на 1 січня 2023 року в муніципалітеті офіційно проживали 8293 іноземці з 122 країн, серед них 4413 громадян країн Євросоюзу та 332 громадяни України.

## Сусідні муніципалітети
- Альбано-Лаціале
- Априлія-(льт)
- Ардеа
- Рим

## Міста-побратими
- Itápolis[en], Бразилія
- Зінген, Німеччина
- Чанаккале, Туреччина